# Andrej Urlep
Andrej Urlep (Lubiana, 19 luglio 1957) è un allenatore di pallacanestro sloveno.
È stato l'allenatore della nazionale polacca agli Europei 2007.

## Carriera
Ha iniziato ad allenare le giovanili della nazionale slovena, per poi passare al 1997 alla nazionale maggiore.
Dal 1997 passa al campionato polacco. Per un biennio dirige lo Zepter Śląsk Wrocław. Torna solo per una stagione in patria, allo Jezica Lubiana, per poi tornare definitivamente in Polonia. Dal 2000 al 2002 è ancora allo Śląsk, poi passa all'Anwil Włocławek per quattro stagioni.
Nel 2006 torna allo Śląsk e poi allena la nazionale polacca agli Europei 2007.

## Palmarès
- Campionato polacco: 1

Śląsk Breslavia: 2021-2022